# Sông Tes
Tes (tiếng Mông Cổ: Тэс гол; tiếng Tuva: Тес-Хем) là một sông tại tây bắc Mông Cổ và miền nam Tuva thuộc Nga. Khởi nguồn của sông là tại sum Tsagaan-Uul thuộc Khövsgöl. Dòng sông sau đó chảy qua Zavkhan (Mông Cổ), Tuva (Nga), sau đó trở lại Uvs (Mông Cổ) trước khi đổ vào hồ Uvs Nuur. Tại Khövsgöl, có một cây cầu gỗ tại Tsetserleg và một cây cầu bê tông tại Bayantes trên đường đến Kyzyl, Nga. Sông Tes là nguồn cung cấp nước chính cho hồ Uvs.

## Hình ảnh

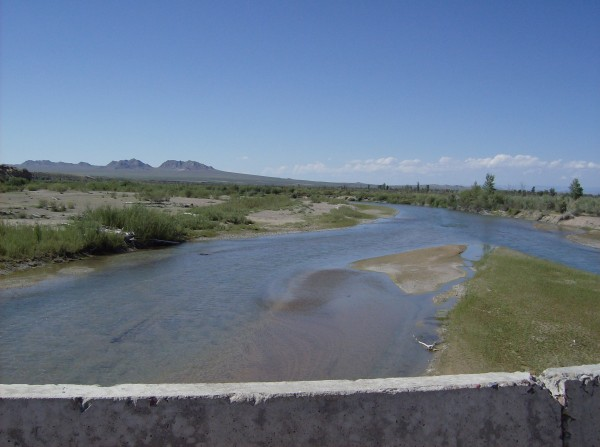
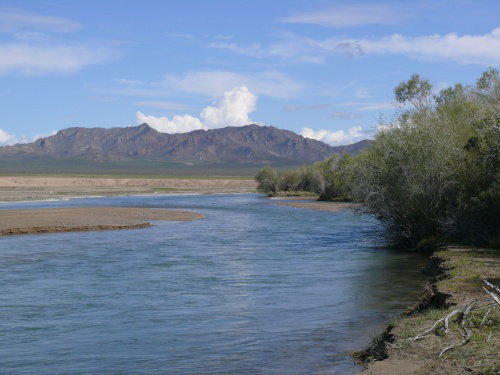
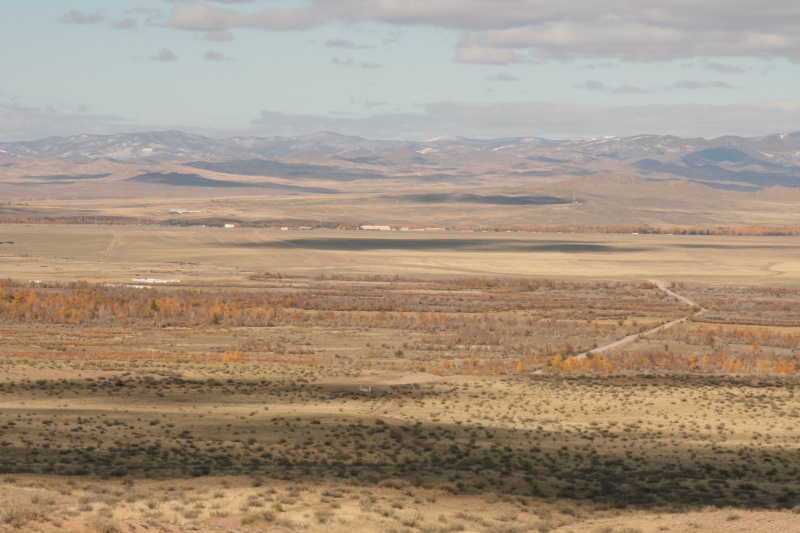
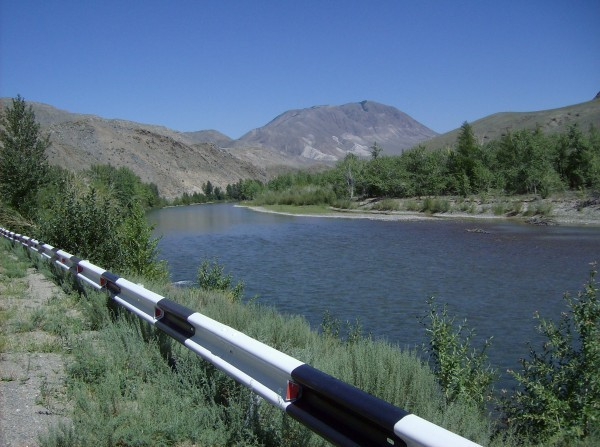